# Z comme Zorglub
 (juillet 2011).
Si vous disposez d'ouvrages ou d'articles de référence ou si vous connaissez des sites web de qualité traitant du thème abordé ici, merci de compléter l'article en donnant les références utiles à sa vérifiabilité et en les liant à la section « Notes et références ».
Z comme Zorglub est la cinquante-septième histoire et le quinzième album de la série Spirou et Fantasio d'André Franquin, Greg et Jidéhem. Elle est publiée pour la première fois dans Spirou du no 1096 au no 1136.

## Univers

### Synopsis

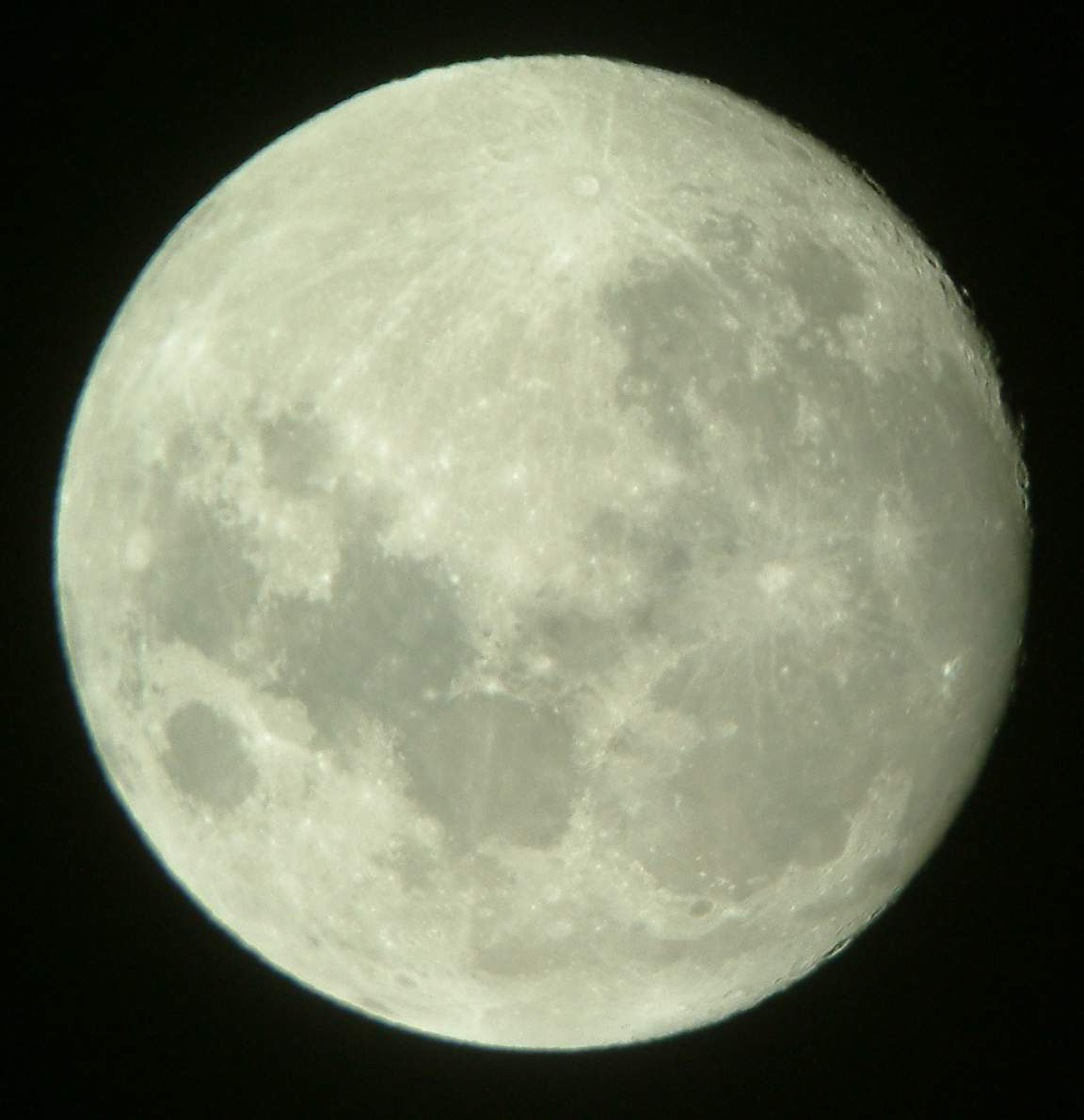
La Lune, cible publicitaire de Zorglub.

Fantasio reçoit un sèche-cheveux, cadeau d'une « charmante admiratrice ». Il l'essaye aussitôt sur ses huit cheveux rebelles, mais l'appareil lui provoque un malaise… Quelques minutes plus tard, dans un état second, il sort de la maison « pour prendre l'air », sous le regard intrigué de Spirou. Sans le savoir, il est en fait victime des pouvoirs hypnotiques du mystérieux sèche-cheveux. Lorsqu'il reprend conscience, il est assis à l'arrière d'une voiture, circulant en ville, sans chauffeur, et donc, télécommandée par un individu qui prétend s'appeler Zorglub. Ce dernier perd toutefois le contrôle du véhicule, lequel s'encastre dans la vitrine d'un caviste. Fantasio se retrouve à la clinique du docteur Gélule, qui prévient Spirou de l'accident.
En sortant de l'hôpital avec son ami convalescent, Spirou est hypnotisé à son tour. Le soir, lorsqu'il rentre à la maison, il est porteur d'un message de Zorglub, à l'attention du comte de Champignac. Peu de temps après, Zorglub, qui s'avère être un ancien camarade d'université du comte, débarque chez ce dernier pour lui proposer une association. Jugeant sa démarche totalement déplaisante et même immorale, le comte la refuse vigoureusement et met énergiquement son visiteur à la porte. En partant, Zorglub procède à l'enlèvement de l'agent de police de Champignac-en-Cambrousse, Jérôme, sous prétexte de lui avoir manqué de respect.
Spirou et Fantasio rejoignent le comte à Champignac et apprennent la disparition du policier. Bientôt revenu à Champignac, au moyen d'un aéronef ADAV, le Zorgléoptère, Zorglub réitère sa proposition avec insistance pour décider le comte à le rejoindre dans son entreprise mégalomaniaque. Mais le comte refuse à nouveau. Le lendemain, en guise d'intimidation et de démonstration de sa puissance, Zorglub, via les ondes radios, provoque une émeute de la population de Champignac dirigée contre le comte et son château. Fort heureusement, Spirou parvient à neutraliser les Champignaciens en furie.
Afin de comprendre, de l'intérieur, le mécanisme de l'organisation de Zorglub, Fantasio décide de se laisser volontairement enlever par son ennemi. Ce dernier s'empare donc de Fantasio, puis lui fait subir (ainsi qu'à l'agent de police Jérôme, précédemment enlevé) la transformation en « zorglhomme » — une sorte de soldat auquel tout libre arbitre a été retiré, un être humain décérébré, pratiquement réduit à l'état de robot.
Après quelques péripéties, Fantasio fait croire à Zorglub que sa zorglhommisation a fonctionné — alors qu'en réalité, grâce à un dispositif antiradiation inventé par le comte (autonome et portatif), il a résisté au « traitement ».
Le surlendemain, le comte et Spirou s'emparent de la zorglumobile qui a servi au zorglhomme nouveau, R-200, anciennement Jérôme, venu leur apporter un ultimatum de Zorglub.
Ayant réussi à localiser le repaire de leur ennemi (et lieu de détention de Fantasio), Spirou et le comte décident de s'y rendre en vue de libérer leur ami. Ils rejoignent donc Zorgland, la base de Zorglub, au moyen de la zorglumobile de R-200, alias Jérôme. Finalement, le comte, Spirou et Fantasio parviennent à neutraliser Zorglub. Sous l'effet d'une drogue, ce dernier oublie son orgueil, devient lucide, avoue ses torts, et promet de détruire ses bases et de dézorglhommiser son armée.
Mais auparavant, il obtient le consentement du comte pour réaliser une expérience publicitaire grandiose : l'envoi massif de fusées (intercontinentales et lunaires) sur la Lune pour y tracer, sur sa surface, l'emblème calligraphique de la marque d'une boisson gazeuse mondialement connue. L'exploit scientifique et technique est remarquable et sans précédent. Malheureusement, il échoue sémantiquement, en affichant acoC-aloC, expression de la marque en zorglangue, au lieu de sa forme intelligible.
Catastrophé par cette bévue et rongé par la honte, Zorglub préfère renoncer à ses projets pharaoniques. Ayant décidé de se retirer loin du monde, il s'en va — à bicyclette ! — détruire ses autres bases.

### Personnages
- Spirou
- Fantasio
- Spip
- Le marsupilami
- Le comte de Champignac
- Zorglub (première apparition)
- Le maire de Champignac
- Jérôme (première apparition)

### Emplacements des bases
Deux cases de la planche 38 montrent une carte indiquant les emplacements des différentes bases de Zorglub à travers le monde. Or sur ces deux cases, les cartes ne concordent pas exactement, certaines bases étant présentes sur l'une mais pas sur l'autre. Néanmoins, sur les deux, on peut remarquer une base située au nord-ouest de l'Amérique du Sud. Il s'agit sans doute de celle de Palombie, qui apparaîtra dans l'aventure suivante, L'Ombre du Z.

## Contexte
Ce récit a été réalisé à l'époque où la course à l'espace battait son plein. Franquin, Greg et Jidéhem se sont documentés sur les projets scientifiques de l'époque : avions à décollage vertical, voitures télécommandées, véhicules à coussin d'air, missiles téléguidés, engins spatiaux, lavage de cerveau, enseignement accéléré (allusion évidente à la méthode Lozanov), rien ne manque, jusqu'au projet apparemment dément d'inscrire le logo d'une célèbre marque de boisson sucrée sur la Lune à l'aide de milliers de fusées balistiques, qui a pourtant bel et bien été envisagé dès les années 40 (mais il ne s'agissait que de laisser un simple impact visible de la Terre) par Wernher von Braun.
Mais, en rupture avec l'optimisme technologique de son époque, Z comme Zorglub laisse percer une inquiétude devant la possibilité d'annihiler le libre-arbitre des individus par la technologie, inquiétude qui sera l'inspiration centrale du récit suivant, L'Ombre du Z.

## Publication

### Revues
- Histoire publiée pour la première fois le Journal Spirou : du no 1096 du 16 avril 1959 au no 1136 du 21 janvier 1960[2],[3]

### Album
- Édition originale : 61 planches, format normal. Dupuis, (DL 01/1961)[1]
- En 2009, l’histoire est intégrée au septième volume de l'Intégrale Spirou et Fantasio : Le mythe Zorglub. 176 planches, format normal. Dupuis, (DL 04/2009)  (ISBN 978-2-8001-4387-3)[4]

### Traductions
- Allemand : Der Plan des Zyklotrop, édité par Carlsen Comics.
- Anglais : Z is for Zorglub (1995), édité par Fantasy Flight Publishing.
- Créole réunionnais : Z konm Zorklér (2009), édité par Epsilon BD.
- Danois
- Espagnol (castillan) : Z como Zorglub
- Catalan : Z com Zorglub
- Finnois
- Néerlandais : Z van Zwendel, édité par Dupuis.
- Portugais : Z de Zorglub
- Serbe : Z dolazi Zorglub
- Suédois : Z som i Zafir, édité par Carlsen Comics.